# Olivier Dion
Pour les articles homonymes, voir Dion.
Olivier Dion est un chanteur, auteur-compositeur et animateur canadien né le 10 août 1991 à Sherbrooke, au Québec. Il se distingue par une carrière polyvalente, s'illustrant dans l'univers musical et télévisuel.

## Biographie
Olivier Dion se fait connaître par un large public à travers sa participation à l'émission Star Académie en 2012. Il participe également à la tournée Star Académie 2012 qui attire 130 000 spectateurs. Sa chanson Pour exister sur l'album Star Académie 2012, certifié double platine, est alors un grand succès sur les radios québécoises. L'album remporte le prix Album de l'année – meilleur vendeur lors du 34e gala des prix Félix.
À l'été 2013, Olivier Dion incarne Link Larkin dans la comédie musicale Hairspray, mise en scène par Denise Filiatrault.
En février 2014, le premier extrait de son album, Fou, est adressé aux radios. L'album intitulé Olivier Dion est lancé le 15 avril 2014. Marc Dupré signe la réalisation. Le 13 mars 2014, le chanteur anime pour la première fois Mix 4 sur les ondes de VRAK.TV. Le 1er décembre 2014, Columbia France annonce qu'il a signé un contrat de licence avec le label afin de développer sa carrière européenne. Le même jour, la chanson Si j'étais son soleil est envoyée aux radios françaises. Réalisée par Ludovic Carquet et Therry Marie Louise, elle est écrite par Doriand et composée par Ludo Pimenta. Elle se classe à la 124e place du classement français. La même année, la chanteuse canadienne Victoria Duffield (en) enregistre avec Olivier Dion la version française de More Than Friends. Le titre en solo s'était classé no 49 du classement Canadian Hot 100.
Les 18, 19 et 20 février 2015, il assure la première partie du spectacle de Véronic DiCaire à l'Olympia de Paris. Le 10 juin 2015, il est choisi pour interpréter le rôle de d'Artagnan dans la comédie musicale Les Trois Mousquetaires qui sera jouée au Palais des sports de Paris à compter l'automne 2016. Le 15 juin 2015, Je t'aime c'est tout, le premier extrait radio de la comédie musicale accompagné d'un vidéoclip, est lancé. Il se classe à la 138e place du classement français et à la 9e place (tip) du classement belge. Le disque Story of oak & leafless de Gabriella est édité le 18 septembre 2015, les deux artistes partagent l'un des titres : Sorrow.
À l'automne 2015, il participe à la sixième saison de l'émission Danse avec les stars sur TF1, aux côtés de la danseuse Candice Pascal, et termine troisième de la compétition.
Il monte sur scène dans Les Trois Mousquetaires à partir du 29 septembre 2016 au Palais des sports de Paris, puis en tournée jusqu'au 24 juin 2017 où il incarne le premier rôle : d'Artagnan.
Le 25 septembre de la même année, il annonce qu'il présentera Danser pour gagner en janvier 2018. Julie Snyder produit cette adaptation québécoise de l'émission américaine Randy Jackson Presents America's Best Dance Crew. Diffusée sur V, l'émission rencontre des résultats d'écoute en dessous des attentes,mais le travail d'Olivier et son aisance à l'animation de ce programme diffusé en direct sont largement salués et remarqués.. Enregistrée durant l'hiver 2017 et diffusée pendant le printemps 2018, il participe à la première version de The Island : Célébrités sur M6. Animée par Mike Horn, l'expérience réunit notamment Brahim Zaibat et Priscilla Betti.
Le 21 mars 2019, il apparaît aux côtés de la youtubeuse Emy LTR dans son court métrage Perfect Love dans lequel il interprète Julian. La vidéo a atteint plus de 500 000 vues en moins de 24 heures, devenant ainsi la deuxième tendance sur YouTube France le jour de sa sortie. Actuellement, la vidéo compte plus de 1,5 million de vues.
L'album Exposed est sorti en avril 2019, lorsque Olivier Dion était signé sous le label Columbia Records (Sony Music) en France. Cet album propose un son pop moderne dans la lignée des hits du top 40, reflétant une production internationale. Olivier a co-écrit la majorité des titres de l'album, qu'il a réalisés en collaboration avec des artistes et producteurs renommés tels que Dave Aude (Lady Gaga, Selena Gomez), DJ Kyriades (Shawn Mendes, The Chainsmokers), Jimmy Burney (Demi Lovato) et David Arkright (Sam Smith, Nick Jonas) entre Los Angeles, Paris et Londres.
En 2021, Olivier Dion prend la décision de se réorienter pour prendre le contrôle total de sa carrière. Il marque un tournant majeur en devenant artiste indépendant - motivé par un désir d'avoir plus de liberté créative et de contrôle dans ses projets. Il signe la production complète de son projet musical en lançant le single "Rendez-vous", une chanson qui a été accompagnée d’un stunt marketing très médiatisé. Avec l’aide de l'agence Wellington à Montréal, Olivier a mis en scène la perte de son téléphone cellulaire, retrouvé par une inconnue sur un banc de parc. Celle-ci réussit à ouvrir le téléphone et, via le compte Instagram d'Olivier, engage un live surprise qui capte l'attention de plus de 12 000 personnes en simultané pendant plus de 30 minutes. Durant ce direct, elle échange avec plusieurs personnalités, dont Arnaud Soly, Rachid Badouri, Sam Breton, Lysandre Nadeau et Rafaelle Roy, avant de dévoiler en exclusivité le clip de "Rendez-vous". L'opération a généré plus de 6,5 millions d'impressions.
Depuis, Olivier a sorti plusieurs titres en tant qu'artiste indépendant sous sa propre maison de production. Parmi ceux-ci, on retrouve les singles radio "Rendez-vous" (2021), "Vraiment" (2022), "Toujours un temps" (2023), "Dames" (2023), "J'veux rentrer chez moi" (Radio édit) (2024), "Dopamine" (2024), "Tous les chemins" (2024), "Tombe"(2025) ainsi que son album "Sur le fil" (2023). Toutes ces chansons se sont hissées dans le Top 25 du Top 100 BDS au Québec, consolidant sa place sur la scène musicale locale.
L'album "Sur le fil" marque une étape importante dans sa carrière d'indépendant alors qu'il se distingue par un son plus mature et introspectif et une production entièrement sous sa propre direction. L'album reflète une exploration personnelle de ses émotions, de ses expériences et de ses réflexions sur des thèmes universels tels que l'amour, la quête de soi et les dilemmes intérieurs.
Lors de la troisième saison de la version québécoise de la téléréalité L'île de l'amour filmé à Las Terrenas, en République dominicaine, Olivier Dion devient l'animateur. Il est épaulé par Geneviève Schmidt.
En juillet 2024, Olivier lance l'extrait "Dopamine" dont il signe l'écriture et la composition avec Mike Demero et Philippe Besner. Une pièce, au rythme dansant et entraînant, qui met en lumière les comportements modernes et les effets des technologies sur la santé mentale.
Peu de temps après, il campe le rôle de Don Carlos lors de la tournée de Don Juan, organisée pour les vingt ans de la comédie musicale.
Olivier Dion amorce un nouveau chapitre de sa carrière musicale avec la sortie de Tous les chemins, premier single d’un album à venir. Ce titre, qui représente une évolution marquante dans son son et son approche artistique, est distribué par Warner Music Canada via Artifice.
Le 28 février 2025, il dévoile Tombe, un morceau immersif et cinématographique qui marque un tournant dans son parcours musical. Inspiré par la lo-fi house, Tombe capture cet instant suspendu où l’amour s’efface, entre apesanteur et détachement. Avec une ambiance à la fois introspective et dansante, la chanson évoque la dissolution progressive d’un amour à distance, porté par des émotions contrastées.

## Discographie

### Singles solo
- 2014 : Fou[24] (Productions J)
- 2014 : Sortir de l'ombre[25] (Productions J)
- 2014 : Presque une chanson d'amour[26] (Productions J)
- 2014 : On est les plus forts[27] (Productions J)
- 2014 : Si j'étais son soleil (Productions J)
- 2018 : Curious (Columbia)
- 2019 : Kinda Love (Columbia)
- 2019 : Feels Right (Columbia)
- 2021 : Rendez-vous (Production Olivier Dion inc)
- 2022 : Vraiment (Production Olivier Dion inc)
- 2023 : Toujours un Temps (Production Olivier Dion inc)
- 2023 : Dames (Production Olivier Dion inc)
- 2023 : J'veux rentrer chez moi (Radio édit) (Production Olivier Dion inc)
- 2024 : Dopamine (Production Olivier Dion inc)
- 2024 : Tous les chemins (Production Olivier Dion inc)
- 2025 : Tombe (Production Olivier Dion inc)